# Beatriz Pascual

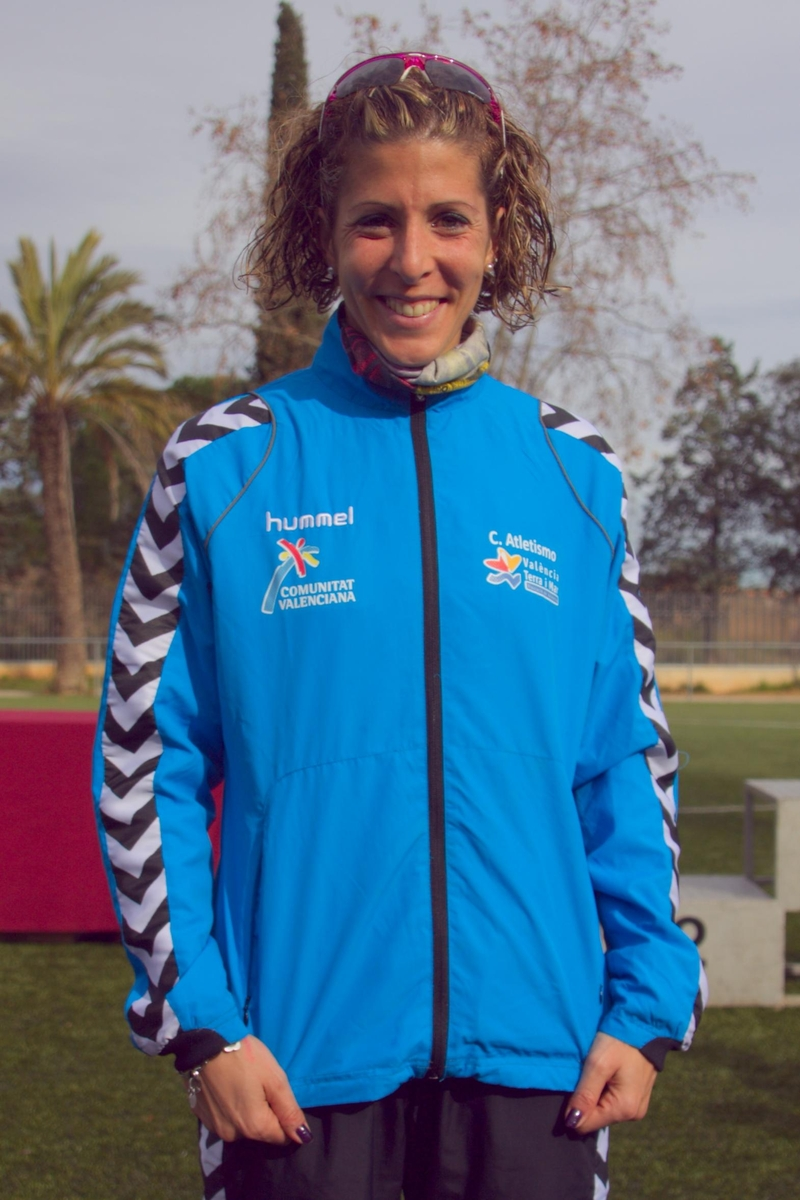
Beatriz Pascual (2014)

Beatriz Pascual (Beatriz Pascual Rodríguez; * 9. Mai 1982 in Barcelona) ist eine spanische Geherin.

## Karriere
2002 wurde Pascual bei den Europameisterschaften in München Zwölfte über 20 km Gehen. 2006 kam sie bei den Europameisterschaften in Göteborg auf den 20. Platz. Im Jahr darauf belegte sie bei den Leichtathletik-Weltmeisterschaften 2007 in Osaka Rang 13.
Bei den Olympischen Spielen 2008 in Peking und bei den Leichtathletik-Weltmeisterschaften 2009 in Berlin wurde sie jeweils Sechste und bei den Europameisterschaften 2010 in Barcelona Fünfte. Bei den Olympischen Spielen 2012 in London wurde sie Siebte.
2006, 2008 und 2009 wurde sie nationale Meisterin über 20 km und 2008 über 10.000 m.
Beatriz Pascual wird von José Marín trainiert und startet für den Verein Valencia Terra i Mar.

## Persönliche Bestzeiten
- 5000 m: 20:45,11 min, 18. Juli 2012, Granollers
- 10.000 m: 42:35,69 min, 23. Juli 2016, Gijón
- 10 km: 43:22 min, 24. Januar 2016, Viladecans
- 20 km: 1:27:44 h, 21. August 2008, Peking